# Церковь Вознесения Девы Марии (Красное)
Церковь Вознесения Пресвятой Девы Марии (бел. Касцёл Унебаўзяцця Найсвяцейшай Дзевы Марыі) — католический храм в деревне Красное, Беларусь. Относится к молоденченскому деканату Минско-Могилёвского архидиоцеза. Памятник архитектуры в стиле неоготика, построен в 1908—1911 годах. Храм включён в Государственный список историко-культурных ценностей Республики Беларусь.

## История

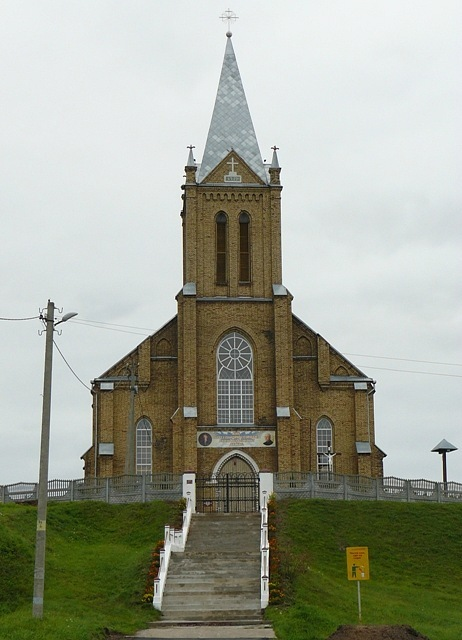

Католический приход в селении Плебань (3 км к югу от Красного) был основан около 1500 года.
В 1500 году великий князь Александр Ягеллончик заложил в селении деревянный католический храм. Это строение сгорело во время русско-польской войны 1654—1667 года.
В 1695 году на старом месте был построен новый деревянный храм, освящённый во имя Вознесения Пресвятой Девы Марии. Храм располагался в деревне Плебань, но обслуживал также и католиков Красного.
В 1800 году началось строительство каменного здания храма, которое растянулось до 1858 года. После подавления восстания 1863 года этот храм был отобран у католиков и передан православным.
Сразу после появления в 1905 году царского манифеста «Об укреплении начал веротерпимости» оставшиеся без храма католики Красного в короткий срок получили разрешение на строительство и собрали необходимую сумму.
С 1908 по 1911 шло строительство каменного храма в неоготическом стиле уже непосредственно в Красном, по окончании строительства он был освящён под историческим именем Вознесения Пресвятой Девы Марии.
В 1915 году настоятелем Красненского костела Вилейского деканата был Павел Сенкевич.
Католическая церковь в Красном никогда не закрывалась и продолжала оставаться действующей весь советский период истории.
В 1946 - 1961 гг. - настоятелем храма был ксёндз И.Ф. Морсангер.
В 1988—1990 годах проходила реставрация церкви.

## Архитектура

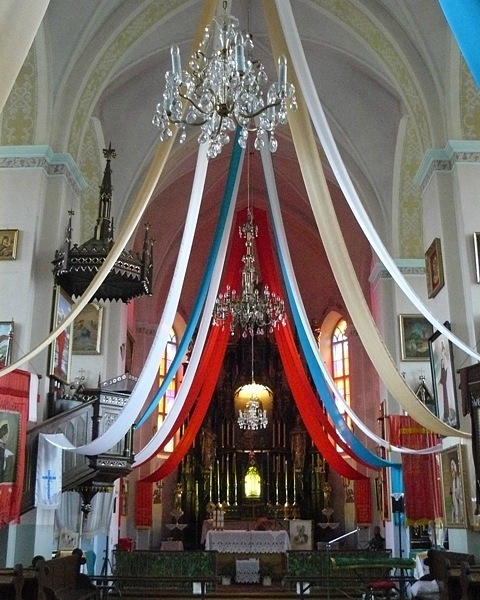
Интерьер храма

Церковь Вознесения — трёхнефая однобашенная базилика с пятигранной апсидой и боковыми ризницами. В центре главного фасада находится трехъярусная четвериковая колокольня, укрепленная угловыми ступенчатыми контрфорсами с пинаклями и завершенная высоким шпилем. Главный вход оформлен стрельчатым порталом, над которым расположено круглое окно-роза. Боковые фасады ритмично расчленены сдвоенными узкими стрельчатыми окнами, нишами и ступенчатыми контрфорсами в простенках. Двускатная крыша над алтарной частью с небольшой башенкой. Перекрытие внутреннего пространства — сводчатое, поддерживается четырьмя колоннами.